# Запис врба (Лазница село)
Запис врба (Лазница село) се налазио на парцели чији је власник Република Србија.

## Локација
| Општина             | Жагубица                                                         |
| Катастарска општина | Лазница село                                                     |
| Потес               | Село                                                             |
| Координате          | 44° 14′ 27″ С; 21° 48′ 30″ И / 44.2408° С; 21.808399999999999° И |
| Надморска висина    | 364m                                                             |

## Карактеристике
Дендрометријске вредности утврђене на терену и сателитским снимцима:
| Стабло                     | Врба |
| Висина стабла              | m    |
| Обим дебла                 | m    |
| Пречник крошње             | 0m   |
| Пречник дебла              | m    |
| Висина дебла до прве гране | m    |

## База записа
Запис је у оквиру Викимедија пројекта "Запис - Свето дрво" заведен под редним бројем 0955.